# Jerebica (gora)
Jerebica (italijansko Cima del Lago) je gora v Julijskih Alpah na meji med Italijo in Slovenijo, visoka 2.126 m. Leži v širši skupini Kanina, njen jugozahodni greben, po katerem poteka meja, se na osrednjo skupino navezuje preko sedla Čez Brežič (1.699 m). Njeno jugovzhodno ostenje pada v dolino Možnico, severozahodno ostenje pa v Jezersko dolino. Severna stran pada v skokih na gozdnate vrhove v grebenu, ki se konča na Predelu (1.156 m).

## Izhodišča
- Log pod Mangartom (Bovec),
- Rabelj (Trbiž).

## Vzponi na vrh
- 3½h: iz Jezerske doline (973 m), skozi Mirnik, pot št. 653;
- 4½-5h: iz Možnice (598 m).